# Josef Bergauer
Josef Bergauer (* 26. Jänner 1880 in Laa an der Thaya, Niederösterreich; † 21. Juli 1947 in Wien) war ein österreichischer Schauspieler, Vortragskünstler und Schriftsteller.

## Leben
Bergauer wurde als Sohn einer Bauern- und Gastwirtefamilie geboren. Durch seine sich frühzeitig zeigende Begabung für Musik und Gesang wurde Sängerknabe bei St. Stephan und erlernte auch das Klavier- und Geigenspiel.
Für die Beamtenlaufbahn bestimmt, arbeitete Bergauer nach dem Studium an der Wiener Universität (Dr. jur.) als Gerichtsbeamter. Seinem Drang zur Bühne folgend, war er ab 1907 (mit Unterbrechung durch die Militärdienstzeit im Ersten Weltkrieg) als Schauspieler, Sänger und Vortragskünstler auf der Bühne, in Volkshochschulen und später auch beim Rundfunk tätig. Mit Ausnahme des Burgtheaters spielte er auf fast allen Wiener Bühnen. Als ausgezeichneter Nestroy-, Raimund- und Anzengruber-Interpret erwarb er sich Verdienste um die altösterreichische Dichtkunst.
Neben seiner Tätigkeit an Wiener Privattheatern beschäftigte sich Bergauer mit der Wiener Kulturgeschichte. Das klingende Wien von 1941 handelte von Wohnhäusern berühmter Tondichter, das Werk Auf den Spuren berühmter Menschen in Wien, 1948, stellt die Prominenz vergangener Tage vor. Bergauer schrieb auch Wienerlieder für Chor und Orchester. Er war mit Emilie Erdmann verheiratet.
Seine letzte Ruhe fand er in einem ehrenhalber gewidmeten Grab auf dem Döblinger Friedhof in Wien (Gruppe 29, Nummer 139).

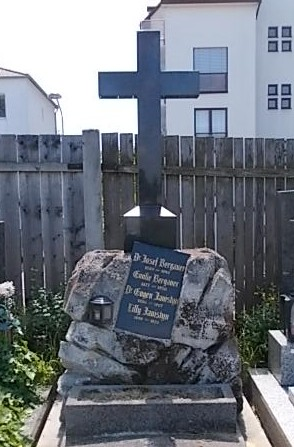
Grabstätte von Josef Bergauer

## Werke
- Auf den Spuren berühmter Menschen in Wien. Österreichischer Bundesverlag,  Wien 1949.
- Tausendschönchen und zwei andere Märchen. Eberle Verlag,  Wien 1947.
- Das klingende Wien. Verlag J. Günther, Wien 1941.
- Das stramme Exerzieren und das gute Kommandieren. Harbauer, Wien 1918.
- Der deutsche Michl. Hahn & Goldmann, Wien 1915.

## Filmografie
- 1919: Der Mord an der Bajadere
- 1920: Der Leiermann
- 1934: Hohe Schule
- 1935: ...nur ein Komödiant